# 加福豐次

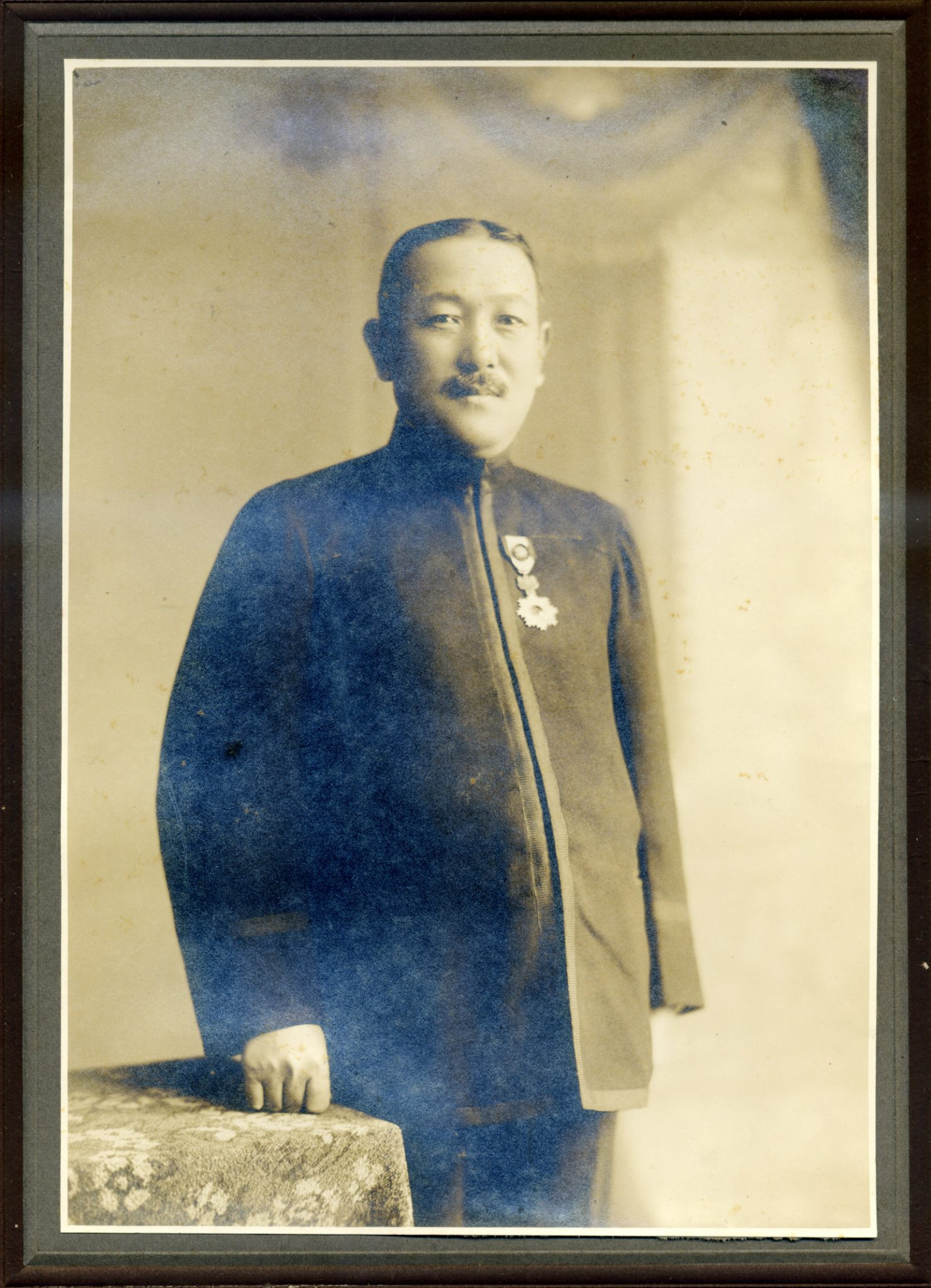
加福豐次

加福豐次（加福 豊次/かふく とよじ；1876年—1921年10月23日），生於東京府北豐島郡瀧野川村，大阪府士族。日本明治大正時代之日本政府官員。

## 生平
1891年，進入第一高等中學校，也就是日後的名門一高。
1896年，入學東京帝國大學，1899年畢業於東京帝國大學文法科。
1905年以來，歷任台灣總督府法院檢察官兼檢事、台北地方法院檢察官兼任台中出張所檢察官、舊慣調查會委員、台灣總督府警視兼法院檢查官、民政部內務局警察課長兼任總督府參事官、蕃務本署長等職務。
1914年7月1日，接替井村大吉，於台灣擔任台北廳長，管轄今臺北市、新北市、宜蘭縣及基隆市等地的行政事務。
1917年9月26日，轉任台灣總督府事務官。
1918年3月29日，擔任殖產局林務課長。
1919年4月8日，轉調台中廳長，管轄今臺中市部分區域（不包括和平區）與彰化縣。
1920年，隨著地方制度改正，1920年9月1日擔任首任台中州知事。但於翌年(1921年)2月1日因「台中疑獄事件」而被免官。同年（1921年），籌設台灣證券公換所，於1921年10月23日任內因腎臟病併發腦溢血逝世，享年46歲。